# Marsdenia zehntneri
Marsdenia zehntneri är en oleanderväxtart som beskrevs av Fontella. Marsdenia zehntneri ingår i släktet Marsdenia och familjen oleanderväxter. Inga underarter finns listade i Catalogue of Life.